# Safe, sane, consensual
Safe, sane, consensual (SSC) (с англ. — «Безопасность, разумность, добровольность») — основополагающий набор этических норм (принципов) в практике БДСМ. Суть набора сводится к тому, что любые моральные и физические отношения в рамках практики БДСМ должны безусловно подчиняться этим нормам (принципам).
Отдельные термины набора толкуются следующим образом:
- Safe (с англ. — «безопасно») — любые действия в рамках практики БДСМ не должны причинять вреда здоровью человека. Кроме того, риск получения физических (в ряде случаев — также моральных) травм, всегда в той или иной мере присутствующий в практике БДСМ, должен быть сведён к минимуму;
- Sane (с англ. — «разумно») — все моральные и физические воздействия в рамках практики БДСМ должны совершаться человеком в здравом уме и рассудке. Данное правило подразумевает трезвую оценку практикующим собственных действий. То есть даже в том случае, если партнёр открыто просит практикующего совершить то или иное действие, практикующий должен отказать, если считает это действие опасным. Кроме того, обязательным является отсутствие у практикующих состояния алкогольного/наркотического аффекта;
- Consensual (с англ. — «добровольно») — все моральные и физические воздействия в рамках практики БДСМ должны совершаться добровольно, при полном согласии всех сторон и — чаще всего — по предварительной договорённости. Кроме того, при первом же сигнале от партнёра практикующий должен немедленно прекратить любые воздействия.

Одним из способов следования правилам SSC может являться наличие «стоп-слова», заранее определённого договорённостью между участниками. Его произнесение не может трактоваться ни как обычная реакция на болевые ощущения, ни как часть ролевой игры: за ним всегда должны следовать мгновенное, полное и безоговорочное прекращение всех БДСМ-действий.
Неукоснительное соблюдение правил SSC является одним из основополагающих моментов практики БДСМ и её основным отличием от сексуального насилия.
В российской БДСМ-среде для обозначения вышеприведённых норм часто используется русская аббревиатура БРД («Безопасность, Разумность, Добровольность»).